# Катуйские народы

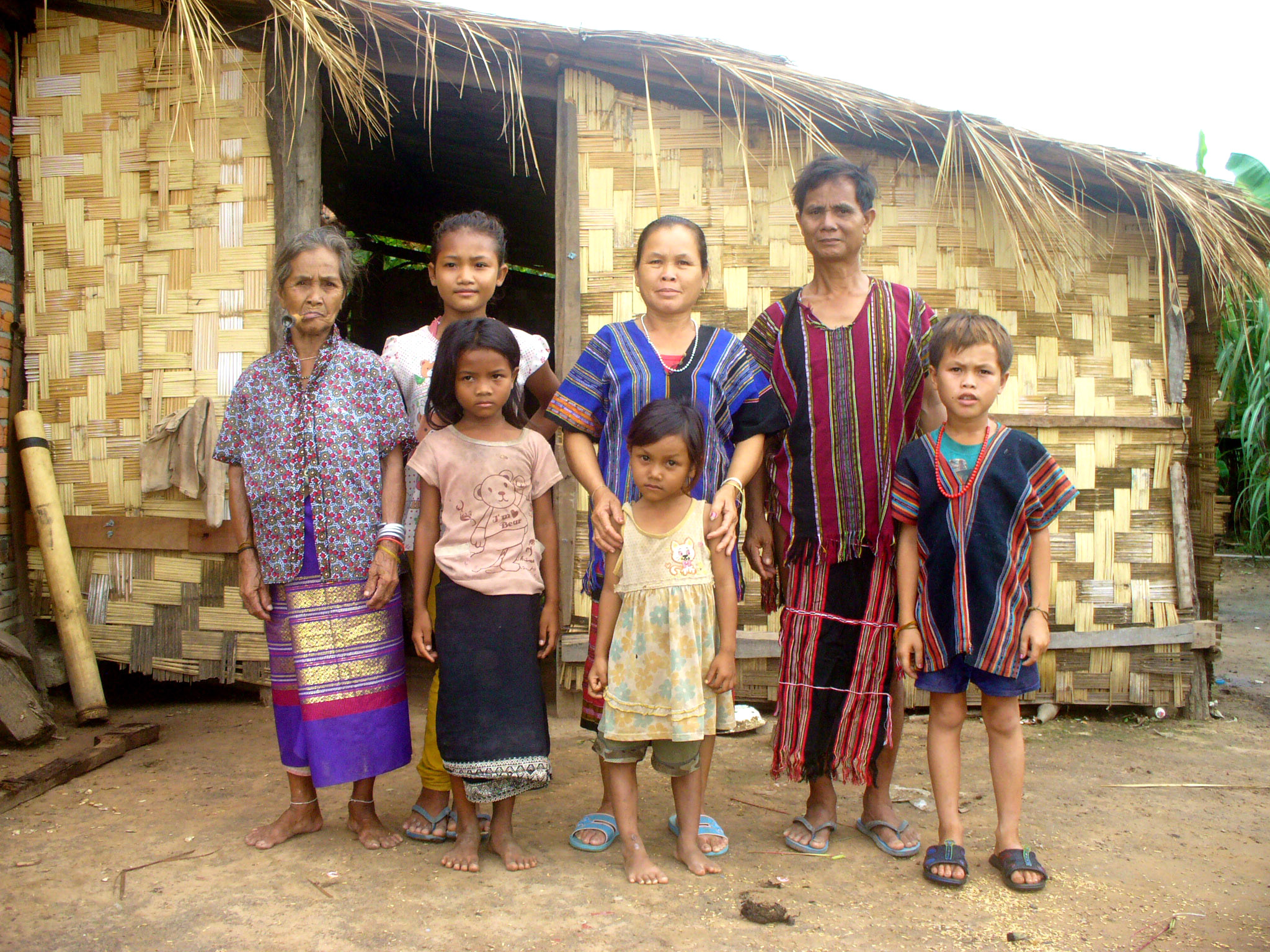
бру из Лаоса

Катуйские народы — группа родственных народов, населяющих горы центрального Вьетнама и высокогорные районы юго-восточного Лаоса. Говорят на языках катуйской ветви мон-кхмерской семьи. В группу входят живущие во Вьетнаме пако, а также народы, населяющие и Вьетнам, и Лаос: бру (ванкьеу), суай, таой и собственно кату, а также более мелкие этнографические группы этих народов.
Катуйские народы занимаются переложным земледелием, охотой и рыболовством, живут в небольших деревнях, построенных вокруг общинного дома. В религиозном отношении остаются анимистами, поклоняются духам леса, риса и предков.
Большое влияние на жизнь народов Центрального высокогорья оказало сооружение Шоссе Хо Ши Мина, пересекающего места обитания многих катуйских народов.
Офицер французской армии Жан-Луи Ле Пишон (фр. Jean Louis Le Pichon) жил среди кату в 1938 году, позже он написал книгу Les Chasseurs de Sang («Охотники за кровью»), в которой описал ныне исчезнувшую практику охоты за головами.